# Kutleš
Kutleš je naselje u gradu Leskovcu, Jablanički upravni okrug, Srbija. Prema popisu iz 2022. godine u Kutlešu je živjelo 516 stanovnika.